# Milaan-San Remo 1969
De wielerwedstrijd Milaan-San Remo 1969 werd gereden op 19 maart. Het parcours van deze 60e editie was 288 kilometer lang. Winnaar Eddy Merckx legde de afstand af in zes uur, 37 minuten en 56 seconden. Merckx behaalde zijn derde zege in Milaan-San Remo. Hij won solo voor zijn landgenoot Roger De Vlaeminck en de Italiaan Marino Basso.

## Deelnemende ploegen
| Deelnemende ploegen | Deelnemende ploegen       | Deelnemende ploegen | Deelnemende ploegen |
| ------------------- | ------------------------- | ------------------- | ------------------- |
| Faema               | Flandria-De Clerck-Krüger | Molteni             | Salvarani           |
| Willem II-Gazelle   | Mercier-BP-Hutchinson     | Dr. Mann-Grundig    | Max Meyer           |
| Germanox-Wega       | Peugeot-BP-Michelin       | Caballero           | Bic                 |
| Sonolor-Lejeune     | Goldor-Hertekamp          | KAS-Kaskol          | Sagit               |
| Scic                | Pull Over Centrale-Novy   | GBC                 | Filotex             |
| Gris 2000           | Ferretti                  | Eliolona            |                     |

## Uitslag
| Milaan–San Remo 1969 |                      |                           |          |
| Plaats               | Naam                 | Ploeg                     | Tijd     |
| Winnaar              | Eddy Merckx          | Faema                     | 6u37'56" |
| 2                    | Roger De Vlaeminck   | Flandria-De Clerck-Krüger | + 12"    |
| 3                    | Marino Basso         | Molteni                   | z.t.     |
| 4                    | Dino Zandegù         | Salvarani                 | z.t.     |
| 5                    | Walter Godefroot     | Flandria-De Clerck-Krüger | z.t.     |
| 6                    | Rene Pijnen          | Willem II-Gazelle         | z.t.     |
| 7                    | Jan Janssen          | Bic                       | z.t.     |
| 8                    | Georges Vandenberghe | Faema                     | z.t.     |
| 9                    | Eric Leman           | Flandria-De Clerck-Krüger | z.t.     |
| 10                   | Daniel Van Ryckeghem | Dr. Mann-Grundig          | z.t.     |
| 11                   | Patrick Sercu        | Faema                     | z.t.     |
| 12                   | Luigi Sgarbozza      | Max Meyer                 | z.t.     |
| 13                   | Barry Hoban          | Mercier-BP-Hutchinson     | z.t.     |
| 14                   | Giuseppe Milioli     | Germanox-Wega             | z.t.     |
| 15                   | Gilbert Bellone      | Bic                       | z.t.     |
| 16                   | Jean-Pierre Genet    | Mercier-BP-Hutchinson     | z.t.     |
| 17                   | Jose Samyn           | Bic                       | z.t.     |
| 18                   | Roger Rosiers        | Dr. Mann-Grundig          | z.t.     |
| 19                   | Harry Steevens       | Caballero                 | z.t.     |
| 20                   | Christian Raymond    | Peugeot-BP-Michelin       | z.t.     |

1907 · 1908 · 1909 · 1910 · 1911 · 1912 · 1913 · 1914 · 1915 · 1916 · 1917 · 1918 · 1919 · 1920 · 1921 · 1922 · 1923 · 1924 · 1925 · 1926 · 1927 · 1928 · 1929 · 1930 · 1931 · 1932 · 1933 · 1934 · 1935 · 1936 · 1937 · 1938 · 1939 · 1940 · 1941 · 1942 · 1943 · 1944 · 1945 · 1946 · 1947 · 1948 · 1949 · 1950 · 1951 · 1952 · 1953 · 1954 · 1955 · 1956 · 1957 · 1958 · 1959 · 1960 · 1961 · 1962 · 1963 · 1964 · 1965 · 1966 · 1967 · 1968 · 1969 · 1970 · 1971 · 1972 · 1973 · 1974 · 1975 · 1976 · 1977 · 1978 · 1979 · 1980 · 1981 · 1982 · 1983 · 1984 · 1985 · 1986 · 1987 · 1988 · 1989 · 1990 · 1991 · 1992 · 1993 · 1994 · 1995 · 1996 · 1997 · 1998 · 1999 · 2000 · 2001 · 2002 · 2003 · 2004 · 2005 · 2006 · 2007 · 2008 · 2009 · 2010 · 2011 · 2012 · 2013 · 2014 · 2015 · 2016 · 2017 · 2018 · 2019 · 2020 · 2021 · 2022 · 2023 · 2024 · 2025

Lijst van beklimmingen